# Siegfried Aufhäuser
Siegfried Aufhäuser (Augsburgo, 1 de mayo de 1884 — Berlín, 6 de diciembre de 1969) fue un político y líder sindical alemán. Entre 1921 y 1933, fue secretario general de AfA-Bund.

## Biografía
Aufhäuser se unió al SPD (Partido Socialdemócrata de Alemania) en 1912, tras haber militado un breve período de tiempo en el USPD (Partido Socialdemócrata Independiente de Alemania). Fue diputado del DPS Reichstag entre 1921 y 1933. Detenido varias veces en 1933, emigró el mismo año. Hasta 1935 perteneció al comité ejecutivo del SPD en el exilio. Desde 1939, Aufhäuser vivió en Nueva York, donde trabajó como periodista. En 1951 regresó a Alemania, donde fue presidente del Sindicato de Empleados y Asalariados (en alemán: Deutsche Angestellten-Gewerkschaft; DAG).